# 1956 في مصر
فيما يلي قوائم الأحداث التي وقعت خلال عام 1956 في مصر.

## سياسة

### تعيين في المنصب
- 23 يونيو – جمال عبد الناصر رئيس مصر.

## أفلام
من الأفلام التي صدرت هذه السنة في مصر:
- 1 يناير – أرض الأحلام من إخراج كمال الشيخ.
- 1 يناير – المفتش العام من إخراج حلمي رفلة.
- 1 يناير – إزاي أنساك من إخراج أحمد بدرخان.
- 1 يناير – إسماعيل يس في البوليس من إخراج فطين عبد الوهاب.
- 1 يناير – دليلة من إخراج محمد كريم.
- 1 يناير – شباب امرأة من إخراج صلاح أبو سيف.
- 1 يناير – شياطين الجو من إخراج نيازي مصطفى.
- 1 يناير – صاحبة العصمة من إخراج حسن الصيفي.
- 1 يناير – صراع في الميناء من إخراج يوسف شاهين.
- 1 يناير – عيون سهرانة من إخراج عز الدين ذو الفقار.
- 1 يناير – موعد غرام من إخراج هنري بركات.
- 26 فبراير – الغريب من إخراج فطين عبد الوهاب.
- 8 مارس – سمارة من إخراج حسن الصيفي.
- 19 مارس – معجزة السماء
- 12 يوليو – وداع في الفجر من إخراج حسن الإمام.
- 29 أكتوبر – ودعت حبك من إخراج يوسف شاهين.
- 30 نوفمبر – القلب له أحكام من إخراج حلمي حليم.

## كتب
من الكتب التي صدرت هذه السنة في مصر:
- 1 يناير – بين القصرين من تأليف نجيب محفوظ.

## مواليد

### يناير
- 1 يناير – أسعد طه صحفي مصري.
- 1 يناير – انتصار عامر زوجة عبد الفتاح السيسي.
- 1 يناير – مي يماني
- 16 يناير – محمد علي رشوان لاعب جودو مصري.

### فبراير
- 9 فبراير – نبيل فاروق كاتب مصري.

### أبريل
- 10 أبريل – سيد زيان ممثل مصري.

### سبتمبر
- 30 سبتمبر – مانويل تادرس

### أكتوبر
- 3 أكتوبر – ماهر همام لاعب كرة قدم مصري.

### نوفمبر
- 10 نوفمبر – محسن بدوي
- 10 نوفمبر – ممدوح عبد العليم ممثل مصري.

### ديسمبر
- 1 ديسمبر – زين عبد الهادي صحفي مصري.

## وفيات

### أبريل
- 5 أبريل – محمد ناجى (مواليد 1888)

### سبتمبر
- 25 سبتمبر – خضر التوني (مواليد 1915) ربّاع مصري.

### نوفمبر
- 14 نوفمبر – يوساب الثاني